# 서울 사자암 지장시왕도
서울 사자암 지장시왕도(서울 獅子庵 地藏十王圖)는 서울특별시 동작구 상도동 국사암에 있는 조선시대의 지장시왕도이다. 2005년 7월 6일 서울특별시의 유형문화재 제200호로 지정되었다.

## 개요
19세기 후반 불화의 특징을 잘 보여주는 작품으로 군도(群圖)형식의 지장시왕도에서는 드물게 시왕 각각에 명칭 및 <수생경(壽生經)>에 의한 간지를 적어놓아 정확한 시왕의 명칭을 알 수 있다는 점에서 매우 중요한 자료이다.

## 참고 문헌
- 사자암 지장시왕도 - 국가유산청 국가유산포털